# IJzer (metrostation)
IJzer (Frans: Yser) is een station van de Brusselse metro, gelegen in de stad Brussel.

## Geschiedenis
Het metrostation IJzer werd in dienst genomen op 2 oktober 1988 ter gelegenheid van de in dienststelling van metrolijn 2. Sinds de herziening van het metronet in 2009 bedienen metrolijnen 2 en 6 dit station.

## Situering
IJzer is gelegen onder de Kleine Ring van Brussel, nabij het Ministerie van de Vlaamse Gemeenschap en de Koninklijke Vlaamse Schouwburg. Naast de metrotunnel is ook nog de Annie Cordytunnel aanwezig voor het wegverkeer.
Er is een stationshal aan beide uiteinden van de perrons, met uitgangen die uitkomen op de Antwerpsepoort en het IJzerplein. Bovengronds is er aansluiting voorzien met tramlijn 51 en bussen van de MIVB en De Lijn ter hoogte van de halte Antwerpsepoort.
Hoewel de voormalige industrie- en evenementenzone Thurn en Taxis in het station vermeld wordt, is deze in werkelijkheid op grosso modo één kilometer gelegen.

## Kunst
De oostelijke toegangshal bevat het kunstwerk La Pieta van de Belgische kunstenaar Antoine Mortier. Het werk bestaat uit drie staande en één liggend figuur van geroest staal. Op 29 november 2019 ging het project KANAL UNDERGROUND van start, een samenwerking tussen de MIVB en KANAL-Centre Pompidou, met als doel kunst in het metrostation tentoon te stellen.
Elisabeth · 
Ribaucourt · 
(Sainctelette) · 
IJzer · 
Rogier · 
Kruidtuin · 
Madou · 
Kunst-Wet · 
Troon · 
Naamsepoort · 
Louiza · 
Munthof · 
Hallepoort · 
Zuidstation · 
Clemenceau · 
Delacroix · 
Weststation ·
Beekkant · 
Ossegem · 
Simonis
Elisabeth · 
Ribaucourt · 
(Sainctelette) · 
IJzer · 
Rogier · 
Kruidtuin · 
Madou · 
Kunst-Wet · 
Troon · 
Naamsepoort · 
Louiza · 
Munthof · 
Hallepoort · 
Zuidstation · 
Clemenceau · 
Delacroix · 
Weststation ·
Beekkant · 
Ossegem · 
Simonis ·
Belgica · 
Pannenhuis · 
Bockstael · 
Stuyvenbergh · 
Houba-Brugmann · 
Heizel · 
Koning Boudewijn